# Villa Reverchon

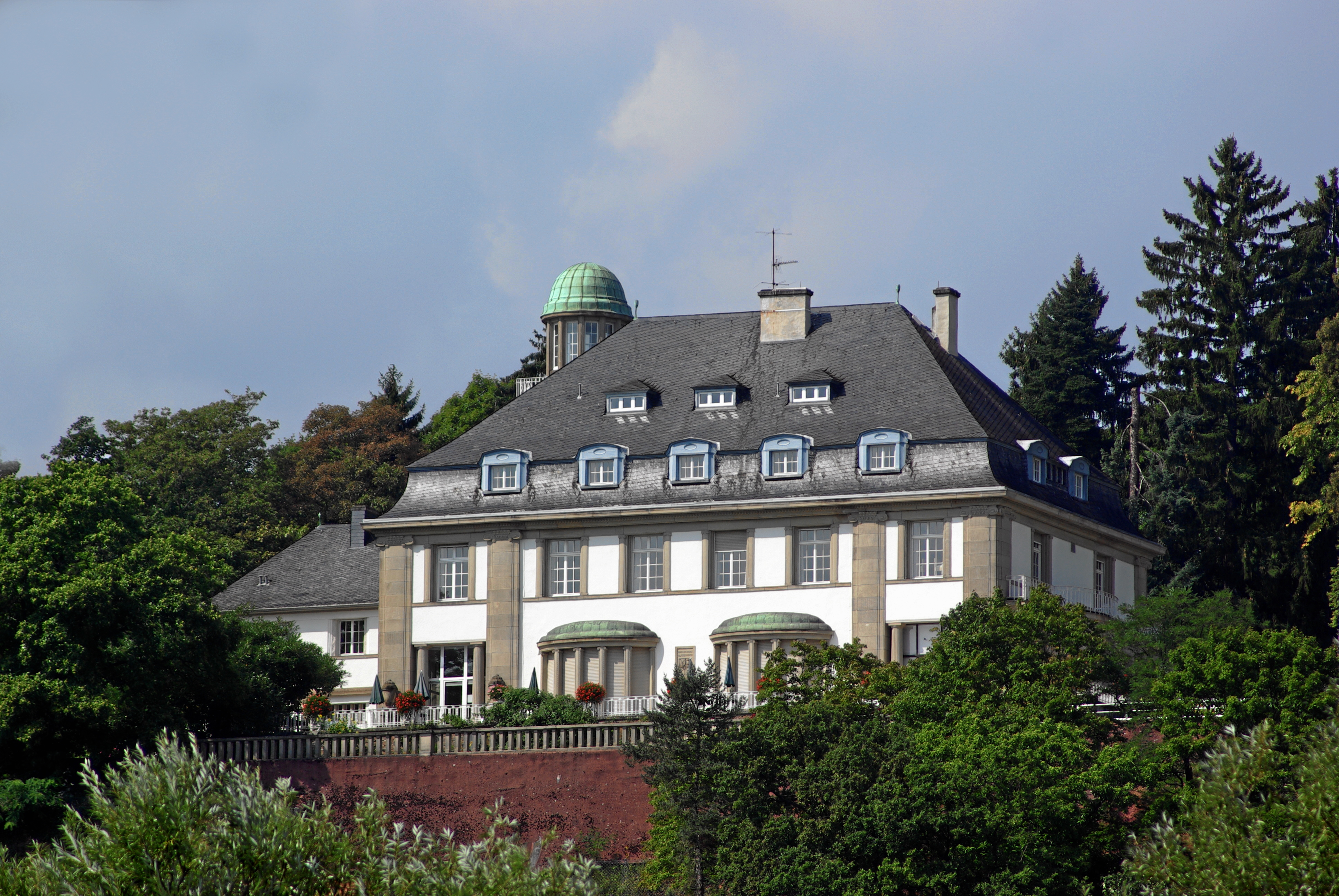
Villa Reverchon

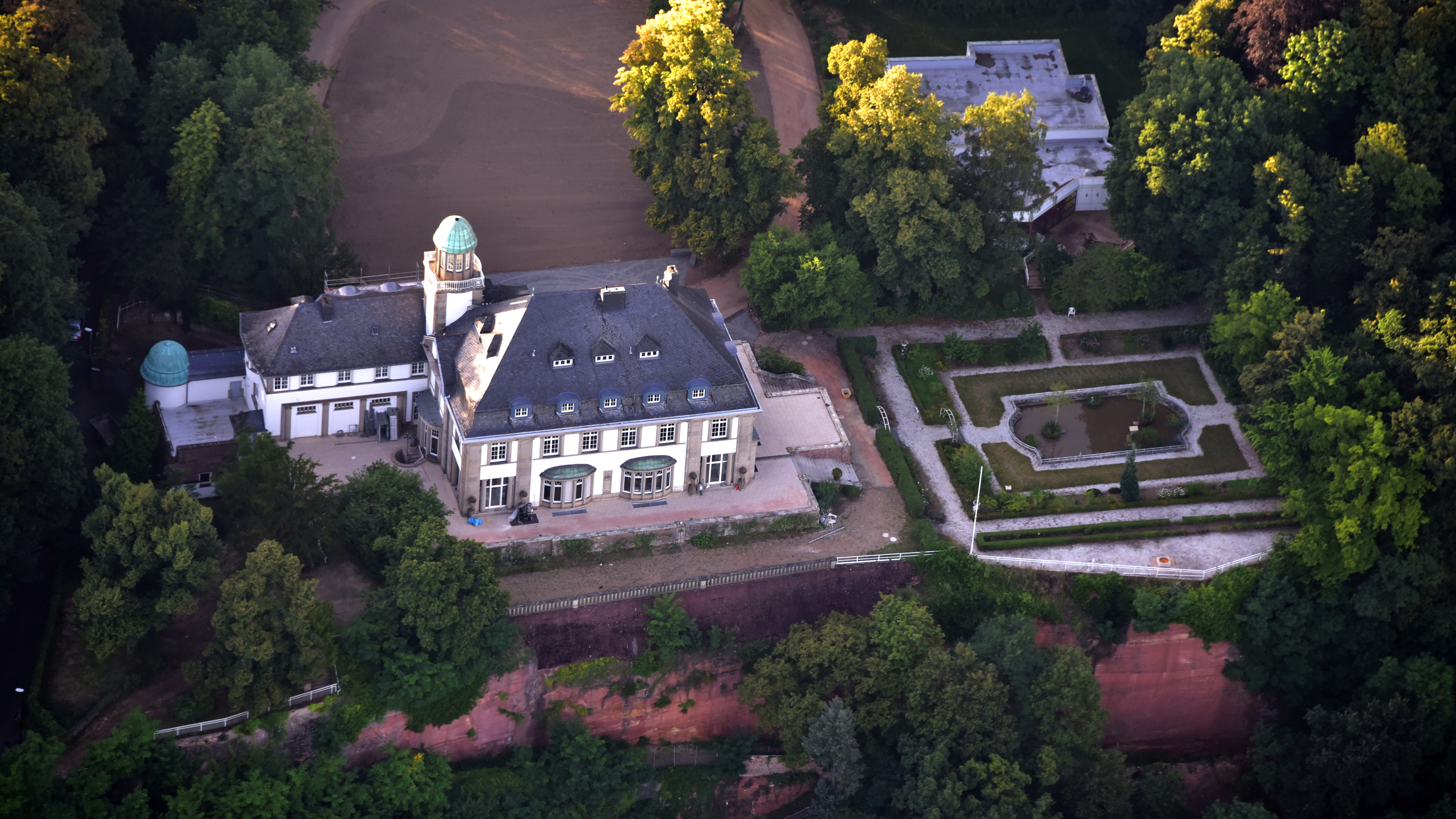
Villa Reverchon, Luftaufnahme (2016)

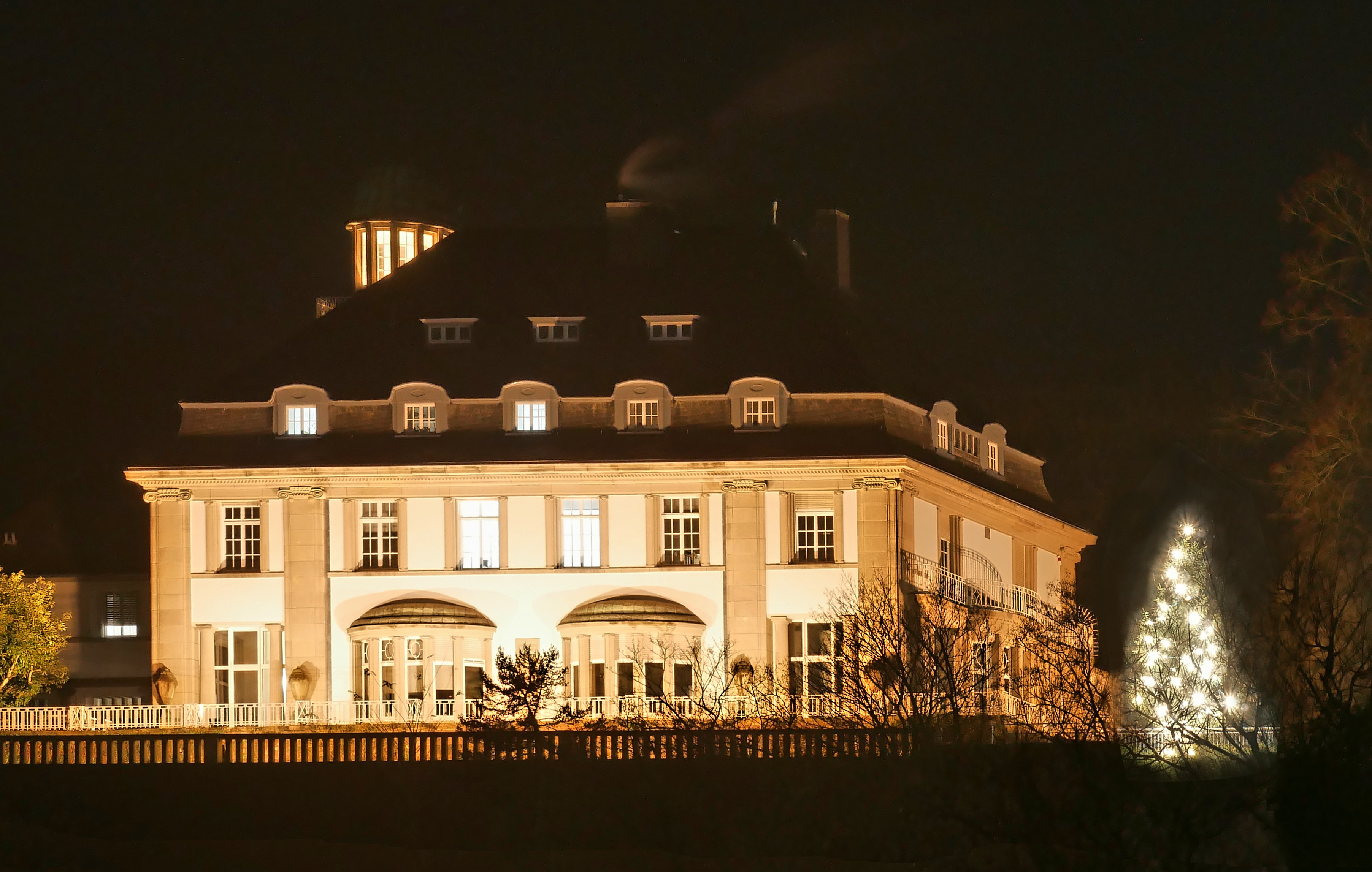
Villa Reverchon zur Weihnachtszeit

Die Villa Reverchon ist ein großbürgerliches Wohnhaus im Stil des Neoklassizismus in Trier.

## Geschichte
Die Villa wurde von 1909 bis 1912 für den Trierer Bankier Adrian Reverchon (1863–1923) erbaut. Vorangegangen war der Ankauf der Villa Bellevue, der offenbar nur eine Interimslösung darstellte, und ein Architektenwettbewerb, den der renommierte Architekt Rudolf Tillessen in Mannheim gewann. Für die Ausführung seines Entwurfs kooperierte Tillessen mit dem ortsansässigen Architekten Peter Marx. Adrian Reverchon ließ 1909 eine zusätzliche Zuwegung zu seinem Grundstück anlegen (Reverchonweg).
Im Anschluss an den Ersten Weltkrieg war die Villa während der Besatzung durch die Amerikaner Hauptquartier der zur 89. Division der US-Armee gehörenden 178. Infanteriebrigade unter dem Kommando des Brigadegenerals George Columbus Barnhardt. Während des Zweiten Weltkrieges wurde die Villa erneut militärisch genutzt, ab 1948 befand sich darin das Eisenbahner-Kurheim „Moselland“. Von 1970 bis 1978 diente die Villa als Bundesbahn-Schule. Dazu wurde im Park ein Gebäude mit zwei Klassenräumen errichtet. Seit 1980 diente die Villa als Zivildienstschule. Nach dem Ende des Zivildienstes durch die Aussetzung der Wehrpflicht bildet die Schule Teilnehmer des Bundesfreiwilligendienstes aus.
Im September 2015 wurde bekannt, dass die Freiwilligendienstschule im Frühjahr 2016 nach Saarburg verlegt werden sollte, seit Mitte 2016 wird das Gebäude von seinem Eigentümer, der Trierer Immobiliengesellschaft TRIWO AG, als Firmensitz genutzt.
Da trotz der wiederholten Umnutzung keine größeren Veränderungen durchgeführt wurden, ist die wandfeste Innenausstattung bis heute ungewöhnlich gut erhalten.
Die Villa ist Schauplatz des Romans Die Hochzeit der Feinde von Stefan Andres. Allerdings ist im Roman nur der Standort des Hauses wiederzuerkennen, das Gebäude selbst wird abweichend beschrieben.

Historische Fotos von Adrian Reverchon
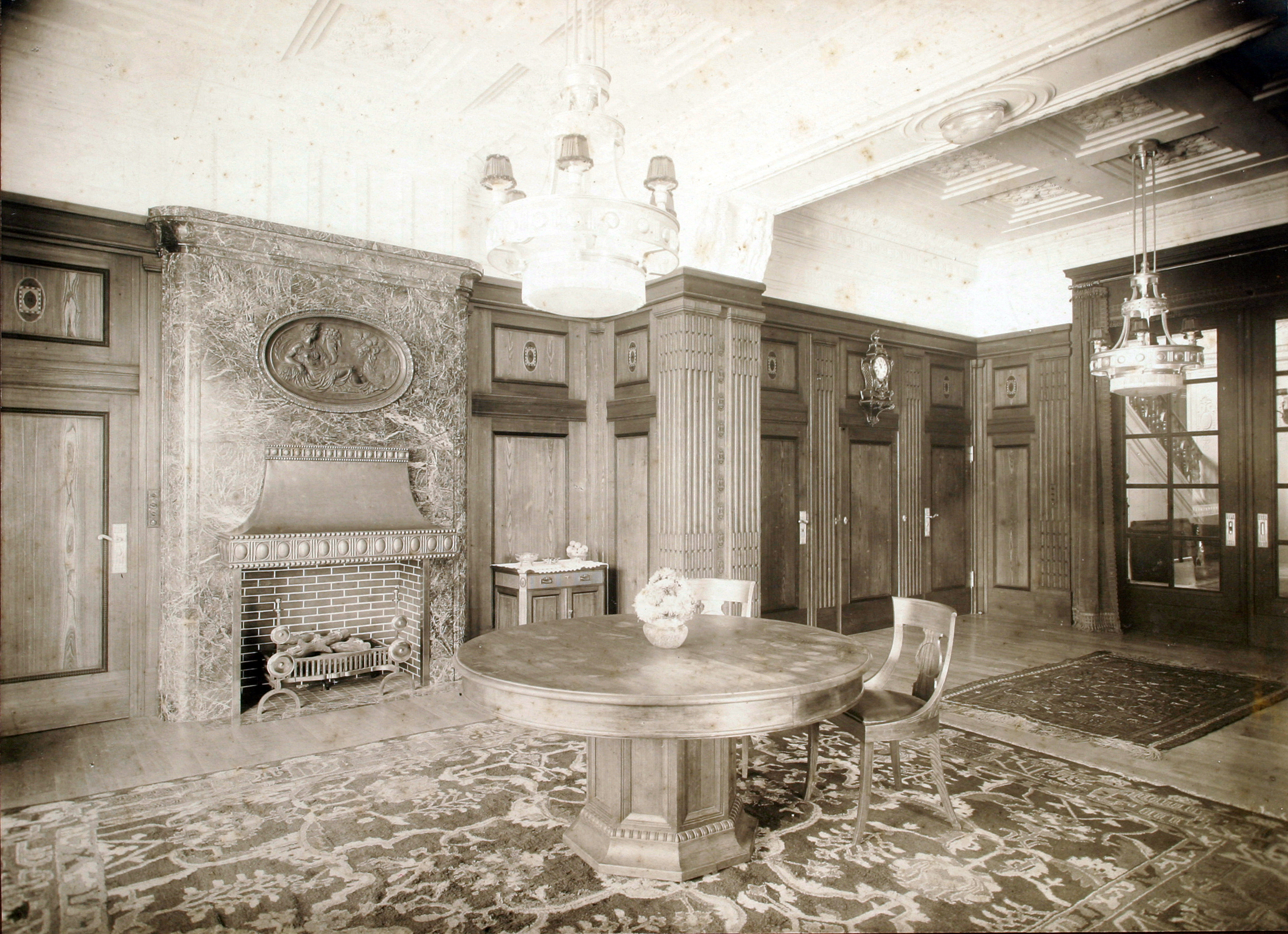
Villa Reverchon, Trier. Innenansicht 1
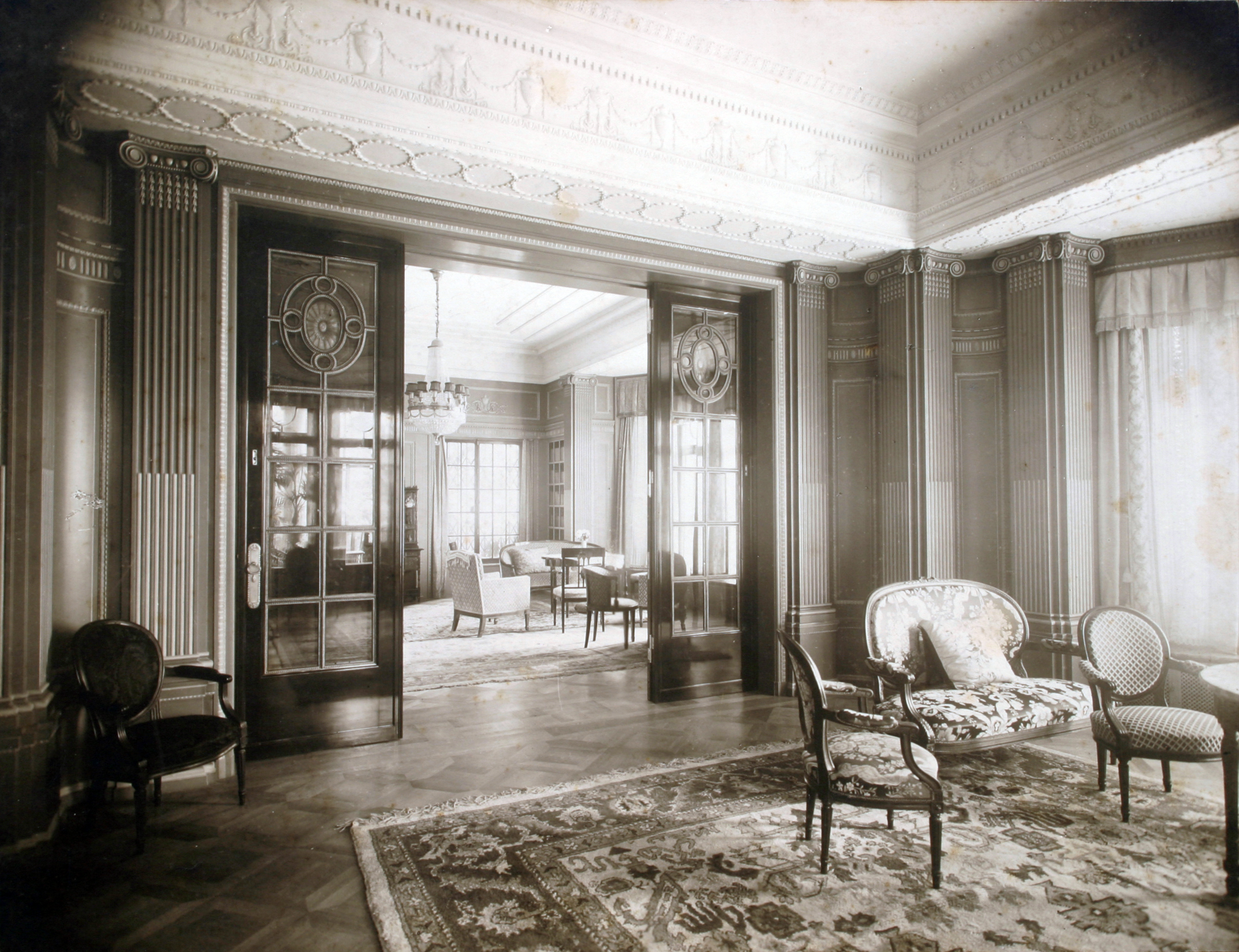
Villa Reverchon, Trier. Innenansicht 2
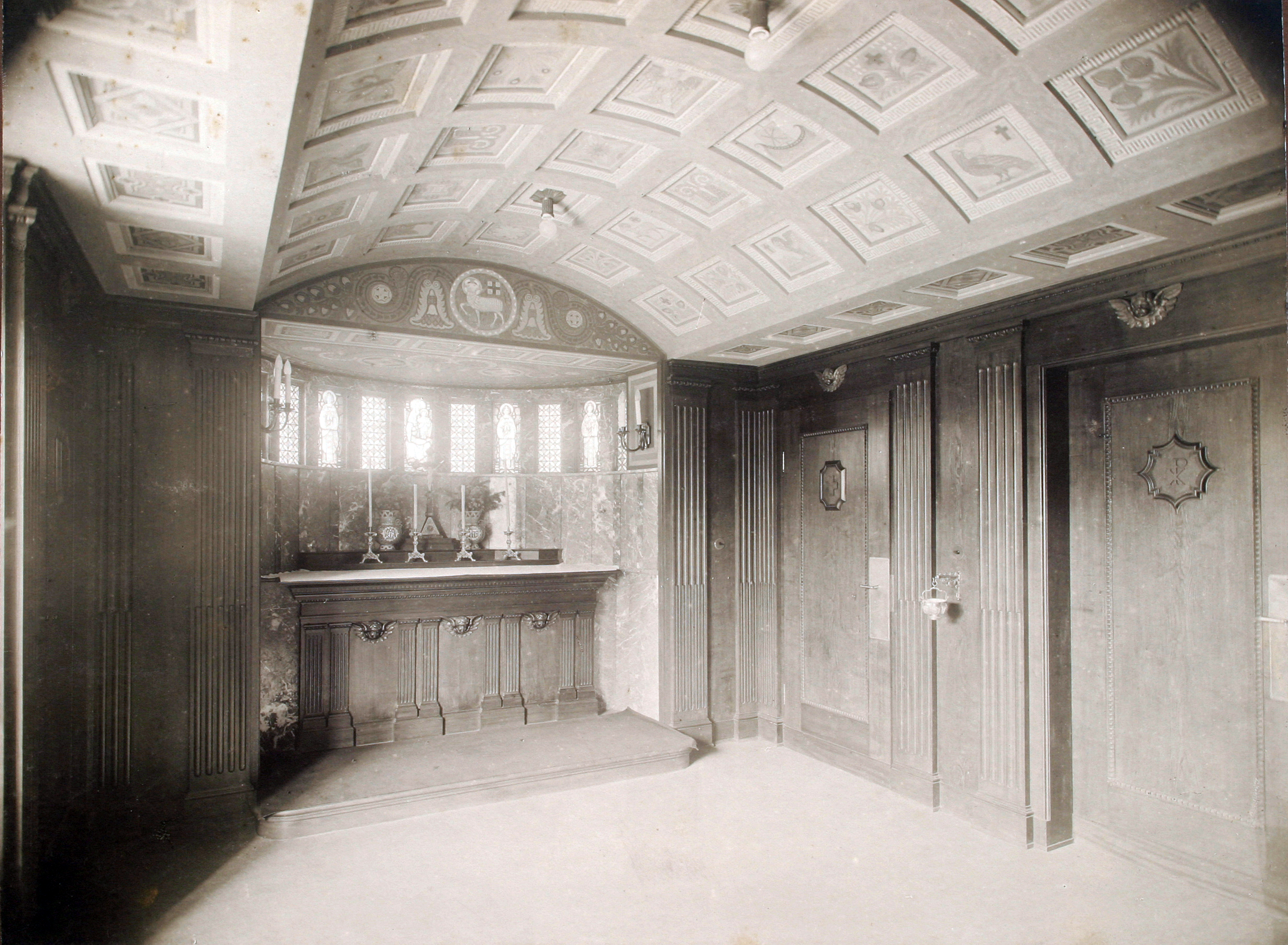
Villa Reverchon, Trier. Innenansicht 3: Hauskapelle
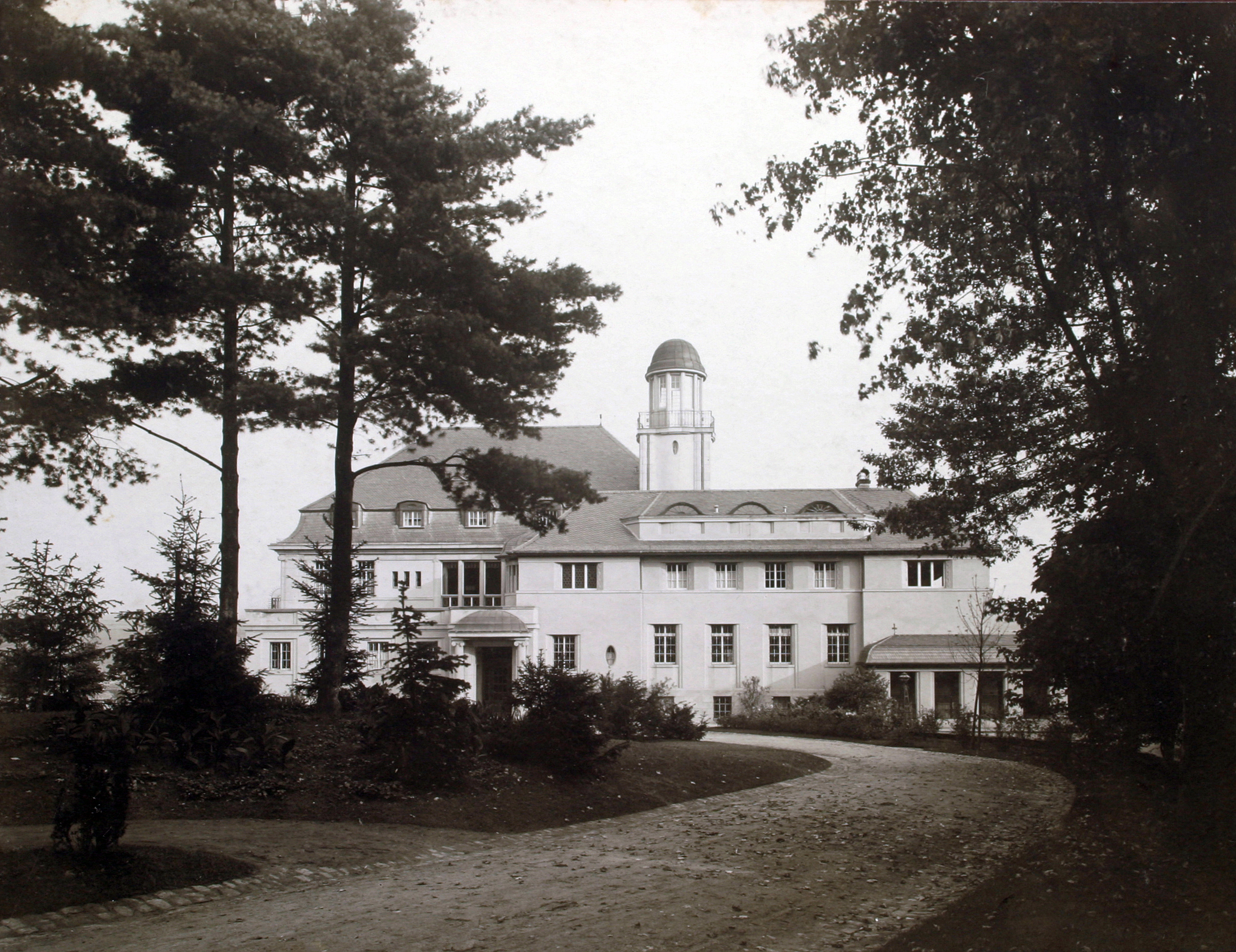
Villa Reverchon, Trier. Außenansicht 1
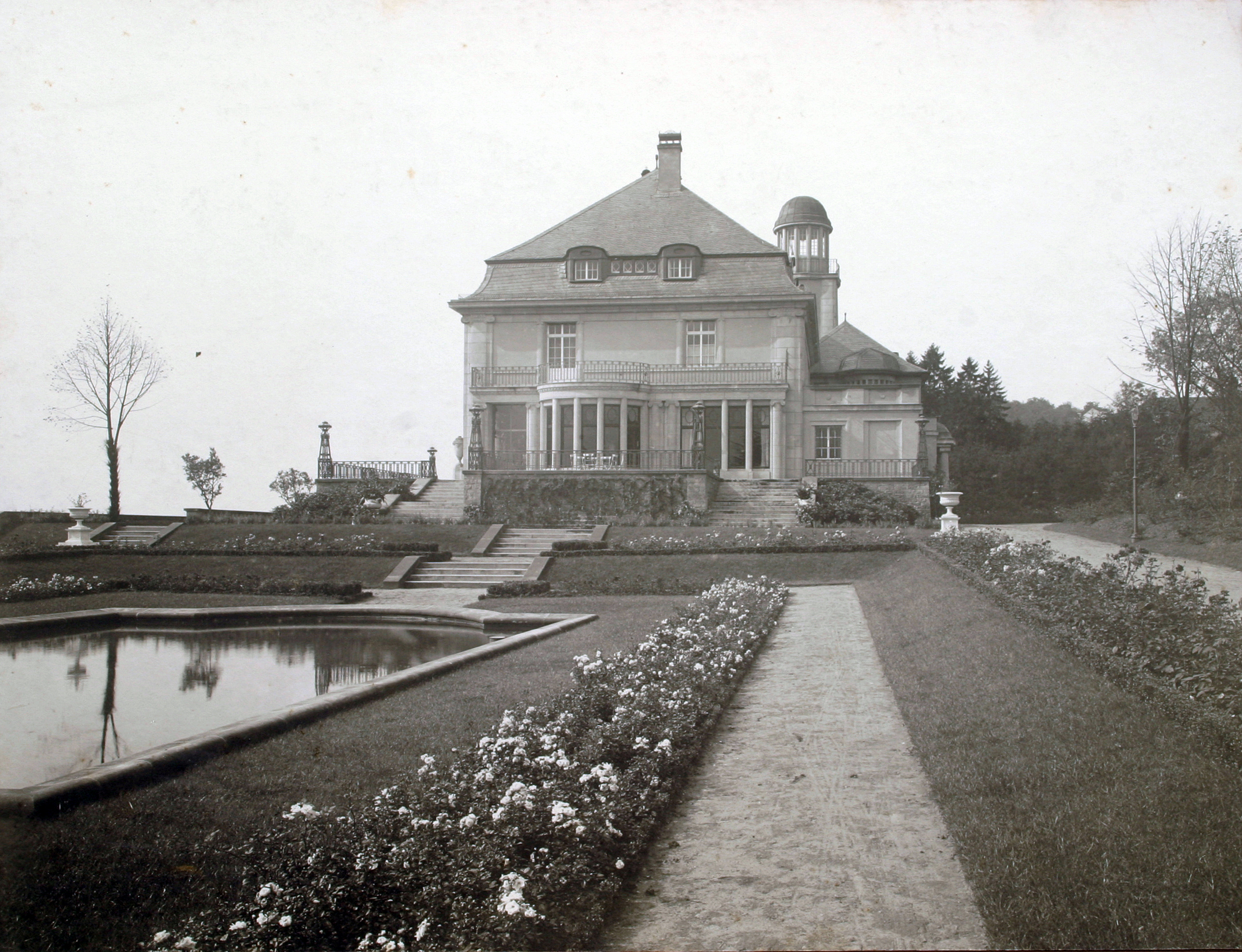
Villa Reverchon, Trier. Außenansicht 2
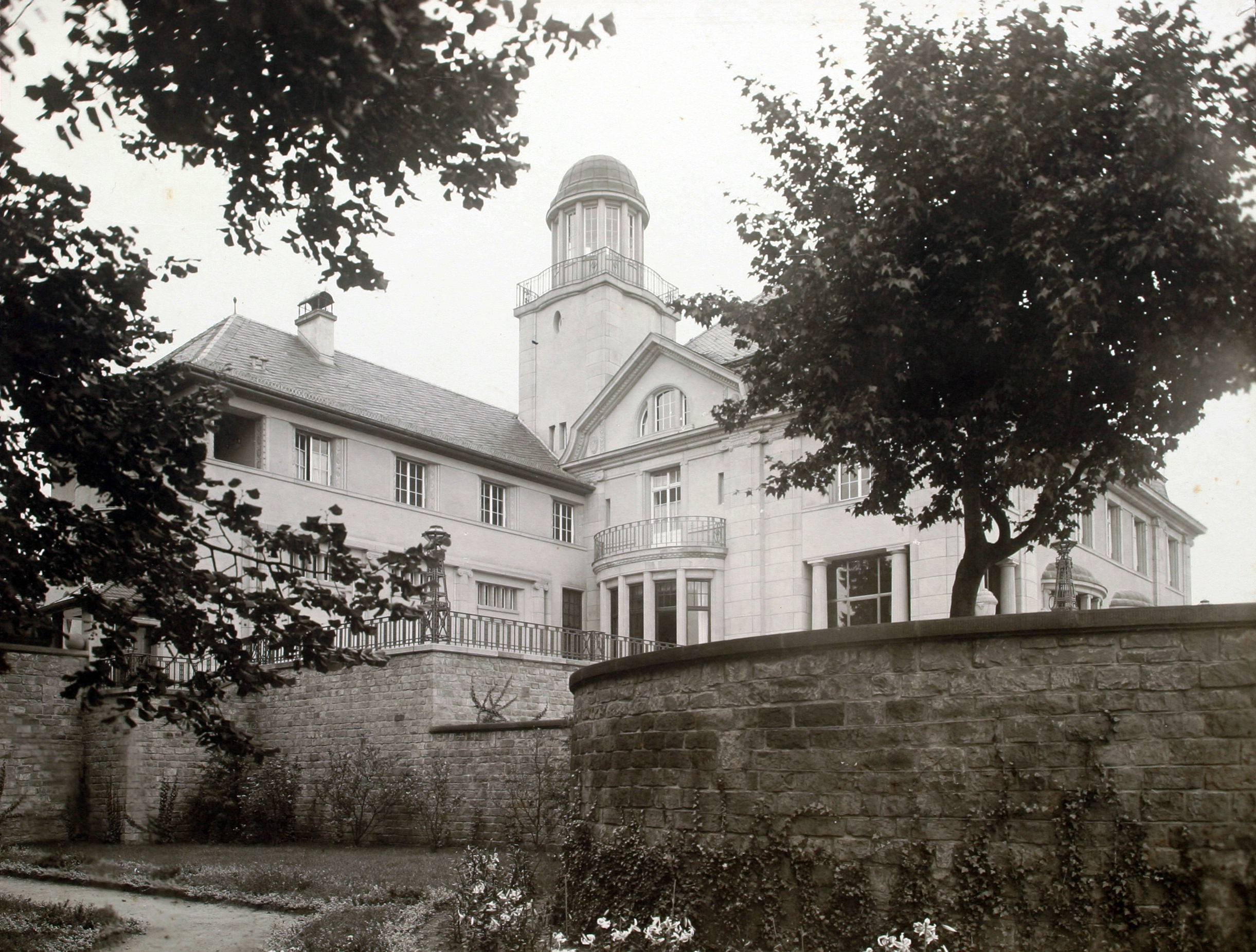
Villa Reverchon, Trier. Außenansicht 3